# Liste der Monuments historiques in Lardy
Die Liste der Monuments historiques in Lardy führt die Monuments historiques in der französischen Gemeinde Lardy auf.

## Liste der Bauwerke
| Bezeichnung                     | Beschreibung | Standort                          | Kennzeichnung | Schutzstatus | Datum | Bild |
| ------------------------------- | ------------ | --------------------------------- | ------------- | ------------ | ----- | ---- |
| Château Mesnil-Voisin (Schloss) |              | (Lage)                            | PA00133022    | Classé       | 1980  |      |
| Kirche St-Pierre                |              | (Lage)                            | PA00087932    | Inscrit      | 1967  |      |
| Kalkofen                        |              | Chemin de la Grande-Ruelle (Lage) | PA91000002    | Inscrit      | 1996  |      |
| Moulin des Scellés (Mühle)      |              | Les Bourbiers (Lage)              | PA00087933    | Inscrit      | 1926  |      |
| Park Jacques-Boussard           |              | Rue de Verdun (Lage)              | PA91000005    | Inscrit      | 1997  |      |
| Pont Cornuel (Brücke)           |              | (Lage)                            | PA00087934    | Inscrit      | 1980  |      |
| Pont de l’Hêtre (Brücke)        |              | Rue du Pont-de-l’Hêtre (Lage)     | PA00087935    | Inscrit      | 1926  |      |

## Liste der Objekte
- Monuments historiques (Objekte) in Lardy der Base Palissy des französischen Kultusministeriums